# Лесная баллада
«Лесная баллада» — советский фильм 1972 года снятый на киностудии «Казахфильм» режиссёрами Нурмуханом Жантуриным и Гук Ин Цой, по мотивам документальной повести Адия Шарипова «Дочь партизана».
Фильм — редкий случай — лауреат двух подряд Всесоюзных кинофестивалей: на VI-ом, 1973, специальный приз за лучшее исполнение женской роли получила маленькая актриса Баглан Ержанова, а на VII-ом, 1974, уже сам фильм получил приз «за разработку военно—патриотической темы».

## Сюжет
В первые дни войны у десятилетней девочки Айгуль, дочери советского офицера служащего на западной границе, погибает мать, и девочка остаётся одна на оккупированной территории. Фашисты обнаруживают девочку-казашку, и немецкий офицер Фольмер решает отправить её в Германию в качестве экзотического сувенира — «азиаточки из России» в услужение для своей жены. Но связанным с белорусскими партизанами мальчику Феде и его деду Тимофею удается выкрасть Айгуль и спрятать у себя в деревне. В поисках девочки и партизан фашисты устраивают карательную акцию, проводя повальные обыски в деревне, но найти девочку не могут. На глазах у Феди убивают его деда. Фольмер отдает приказ вешать каждого шестого жителя деревни, пока девочку не выдадут. Айгуль сама выходит к немцам. Но заполучить для жены «подарок» Фольмер всё-таки не сможет — деревня уже окружена партизанами.

## Литературная и реальная основы
Фильм снят по мотивам документальной повести «Дочь партизана» (1963, в том же году переведена на русский язык Иваном Щеголихиным) писателя Ади Шарипова — он летом 1941 года попал в окружение, принял активное участие в организации одного из партизанского отряда в Белоруссии, вошедшего во 2-ю Клетнянскую партизанскую бригаду Тимофея Коротченко, был командиром роты, затем комиссаром партизанской бригады, среди партизан был известен как «Сашка-казах».
Сюжет повести имеет реальную основу — в отряде действительно была маленькая казашка — Майя, дочь лейтенанта Жилбека Агадилова, эта история широкоизвестна, как и её фотография.

## В ролях
- Баглан Ержанова — Айгуль
- Наталья Сергиевская — Вера
- Яков Овчуков-Суворов — Федя
- Даниил Ильченко — дед Тимофей
- Елена Авакова — Мария
- Олжабай Мусабеков — Муса
- Анатолий Чеботарёв — Петер, немец-учитель
- Валерий Струков — Фольмер
- Даниил Нетребин — Прошка
- Игорь Боголюбов — Криволапов
- Нуржуман Ихтымбаев — комиссар партизанского отряда
- Гульжан Аспетова — мать
- Анна Павлова — Пелагея Петровна, учительница
- Ия Маркс — бабушка
- Хайнц Браун — Штольц
- Георгий Николаенко — Николаенко
- Гавриил Бойченко — эпизод
- Сергей Печорин — эпизод